# Emir (film)
Emir è un film del 2010 diretto da Chito S. Roño.

## Trama
Amelia, una ragazza di una famiglia povera Ilocana, decide di andare all'estero per fare fortuna e aiutare così la sua famiglia. Assunta come domestica da una famiglia reale del Medio Oriente, alla nascita dell'erede al trono Ahmed, Amelia viene incaricata di prendersi cura di lui. Amelia si affeziona al bambino e gli insegna anche a parlare tagalog.
Dopo dodici anni di servizio, la vita di Amelia è migliorata ma sfortunatamente nel paese è scoppiata una guerra. Quando il palazzo viene attaccato, alcune delle cameriere e persino la moglie dello sceicco rimangono uccise, ma Amelia e Ahmed riescono a scappare e, con l'aiuto dell'autista Boyong, si recano in un luogo lontano posto per nascondersi.
Un giorno, degli uomini a cavallo portarono via Ahmed da Amelia. Con l'aiuto del governo, Amelia torna a casa, dove inizia un'attività in proprio e vive una bella vita. Più tardi viene a sapere che gli uomini che hanno portato via Ahmed erano agli ordini dello sceicco. Anni dopo, qualcuno con una voce familiare la chiama "Yaya" e vede Ahmed che è completamente cresciuto. Il film si conclude con Ahmed, Amelia e Boyong a casa di Amelia. Il timido Boyong regala persino una collana ad Amelia perché non ne ha mai avuto la possibilità.

## Accoglienza

### Botteghino
Girato con un budget stimato di 70 milioni di peso filippini, il film ne ha incassati ai botteghini solamente 3.089.773.

## Riconoscimenti
- 2011 - FAP Awards
  - Miglior film
  - Miglior regista
  - Miglior fotografia
  - Miglior montaggio
  - Nomination Miglior sceneggiatura
  - Nomination Miglior scenografia
- 2011 - Gawad Urian Awards
  - Nomination Miglior scenografia
  - Nomination Miglior colonna sonora
- 2011 - Golden Screen Awards
  - Miglior film
  - Miglior attrice
  - Miglior regista
  - Miglior montaggio
  - Miglior fotografia
  - Miglior scenografia
  - Miglior suono
  - Miglior colonna sonora
  - Miglior storia
  - Miglior canzone originale per la canzone "Bakit Ako Naririto"
  - Nomination Miglior attrice non protagonista a Dulce
  - Nomination Miglior attrice non protagonista a Julia Clarete
  - Nomination Miglior sceneggiatura originale
  - Nomination Migliori effetti visivi
- 2011 - Star Awards for Movies
  - Movie Original Screenplay of the Year
  - Movie Cinematographer of the Year
  - Movie Musical Scorer of the Year
  - Movie Theme Song of the Year per la canzone "Bakit Ako Naririto"
  - Nomination Film dell'anno
  - Nomination Movie Supporting Actress of the Year a Dulce
  - Nomination Movie Director of the Year
  - Nomination Movie Child Performer of the Year a Mahdi Yazdian
  - Nomination New Movie Actress of the Year a Frencheska Farr
  - Nomination Movie Editor of the Year
  - Nomination Movie Production Designer of the Year
  - Nomination Movie Sound Engineer of the Year